# 拉傑齊克布季謝
50°36′16″N 28°14′14″E / 50.60444°N 28.23722°E
拉傑齊克布季謝（烏克蘭語：Радецьке Будище）是烏克蘭北部的村莊，隸屬日托米爾州的日托米爾區。該村面積0.73平方公里，海拔高度231米，2001年人口33，人口密度每平方公里45.21人。